# Cercospora coleicola
Cercospora coleicola är en svampart som beskrevs av Chupp & A.S. Mull. 1954. Cercospora coleicola ingår i släktet Cercospora och familjen Mycosphaerellaceae.   Inga underarter finns listade i Catalogue of Life.